# Kommunikationsteori
Kommunikationsteori är ett begrepp för alla försök att beskriva och förklara hur kommunikation fungerar.
Exempel på olika teorier inom kommunikation är bland annat:
- Injektionsnålsmodellen
- två-stegs-modellen
- diffusionsmodellen
- Theory of social learning
- Agenda setting theory. Agenda setting theory beskriver medias förmåga att påverka mottagarna till att tro att ju mer ett visst budskap förmedlas och visas, desto viktigare är det. Detta gör att de kommer lägga mer tid på att ta in, bearbeta och agera efter budskapet. Denna teori utvecklades av Max McCombs och Donald Shaw.